# Armadilloniscus japonicus
Armadilloniscus japonicus är en kräftdjursart som beskrevs av Nunomura 1984. Armadilloniscus japonicus ingår i släktet Armadilloniscus och familjen Detonidae. Inga underarter finns listade i Catalogue of Life.